# Les Bréseux

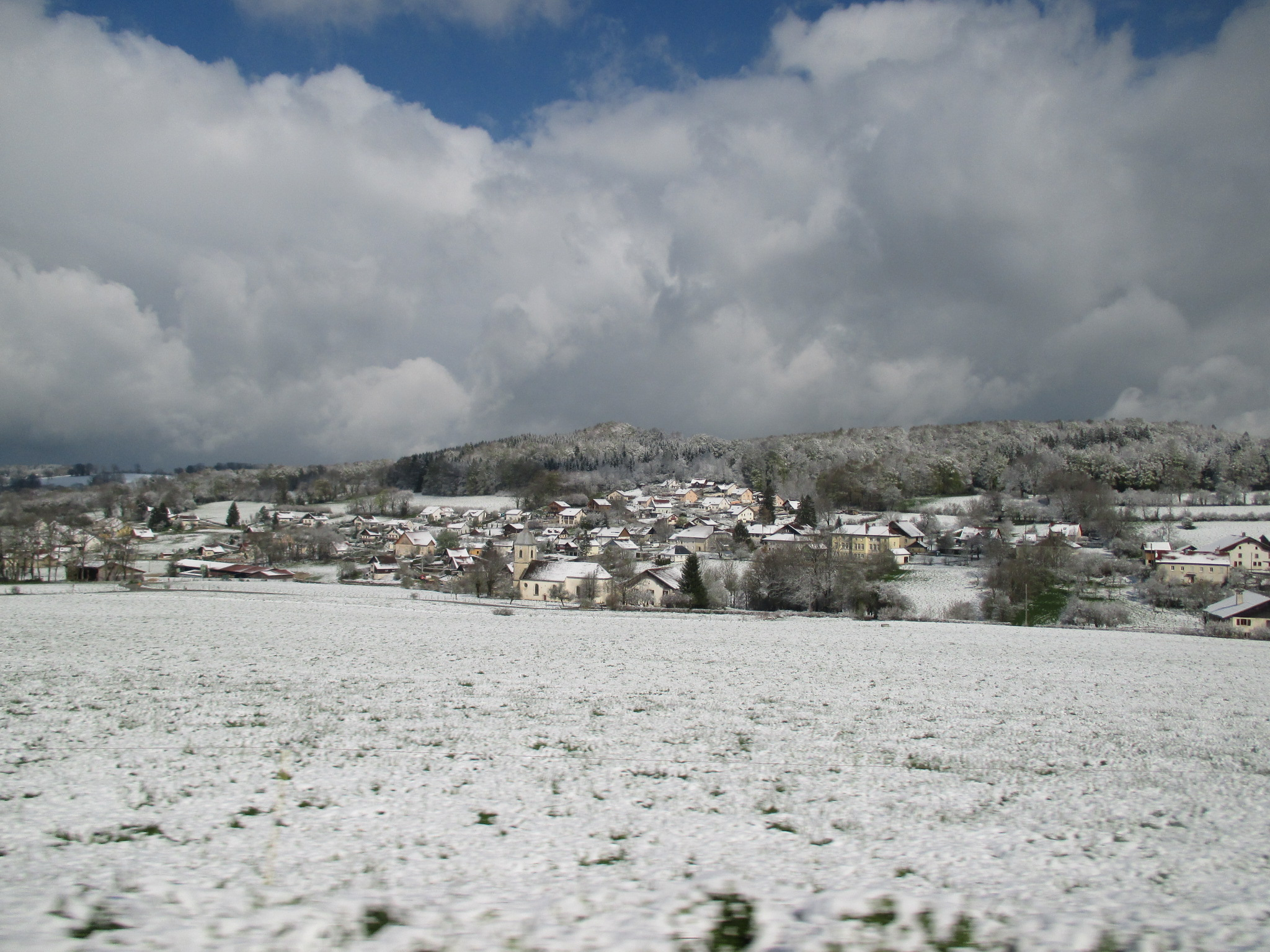
Les Bréseux en hiver.

Les Bréseux est une commune française située dans le département du Doubs, la région culturelle et historique de Franche-Comté et la région administrative Bourgogne-Franche-Comté.

## Géographie

### Toponymie
Les Bresus en 1339 ; Ville de Breseux en 1386 ; Vila de Breseulx en 1408 ; Les Breseux en 1629 ; Le Breseux en 1671 ; Les Bresseurs en 1714.

### Climat
Pour des articles plus généraux, voir Climat de la Bourgogne-Franche-Comté et Climat du Doubs.
En 2010, le climat de la commune est de type climat de montagne, selon une étude du Centre national de la recherche scientifique s'appuyant sur une série de données couvrant la période 1971-2000. En 2020, Météo-France publie une typologie des climats de la France métropolitaine dans laquelle la commune est exposée à un climat de montagne ou de marges de montagne et est dans la région climatique  Jura, caractérisée par une forte pluviométrie en toutes saisons (1 000 à 1 500 mm/an), des hivers rigoureux et un ensoleillement médiocre. 
Pour la période 1971-2000, la température annuelle moyenne est de 7,8 °C, avec une amplitude thermique annuelle de 16,7 °C. Le cumul annuel moyen de précipitations est de 1 473 mm, avec 13,3 jours de précipitations en janvier et 11,5 jours en juillet. Pour la période 1991-2020, la température moyenne annuelle observée sur la station météorologique de Météo-France la plus proche, « Maiche », sur la commune de Maîche à 2 km à vol d'oiseau, est de 7,7 °C et le cumul annuel moyen de précipitations est de 1 433,0 mm. 
La température maximale relevée sur cette station est de 34,9 °C, atteinte le 25 juillet 2019 ; la température minimale est de −26,8 °C, atteinte le 1er mars 2005,,. 
Les paramètres climatiques de la commune ont été estimés pour le milieu du siècle (2041-2070) selon différents scénarios d'émission de gaz à effet de serre à partir des nouvelles projections climatiques de référence DRIAS-2020. Ils sont consultables sur un site dédié publié par Météo-France en novembre 2022.

## Urbanisme

### Typologie
Au 1er janvier 2024, Les Bréseux est catégorisée commune rurale à habitat dispersé, selon la nouvelle grille communale de densité à 7 niveaux définie par l'Insee en 2022.
Elle est située hors unité urbaine. Par ailleurs la commune fait partie de l'aire d'attraction de Maîche, dont elle est une commune de la couronne,. Cette aire, qui regroupe 23 communes, est catégorisée dans les aires de moins de 50 000 habitants,.

### Occupation des sols
L'occupation des sols de la commune, telle qu'elle ressort de la base de données européenne d’occupation biophysique des sols Corine Land Cover (CLC), est marquée par l'importance des territoires agricoles (58,7 % en 2018), en diminution par rapport à 1990 (59,9 %). La répartition détaillée en 2018 est la suivante : 
forêts (37,2 %), prairies (35,1 %), zones agricoles hétérogènes (23,6 %), zones urbanisées (4 %). L'évolution de l’occupation des sols de la commune et de ses infrastructures peut être observée sur les différentes représentations cartographiques du territoire : la carte de Cassini (XVIIIe siècle), la carte d'état-major (1820-1866) et les cartes ou photos aériennes de l'IGN pour la période actuelle (1950 à aujourd'hui).

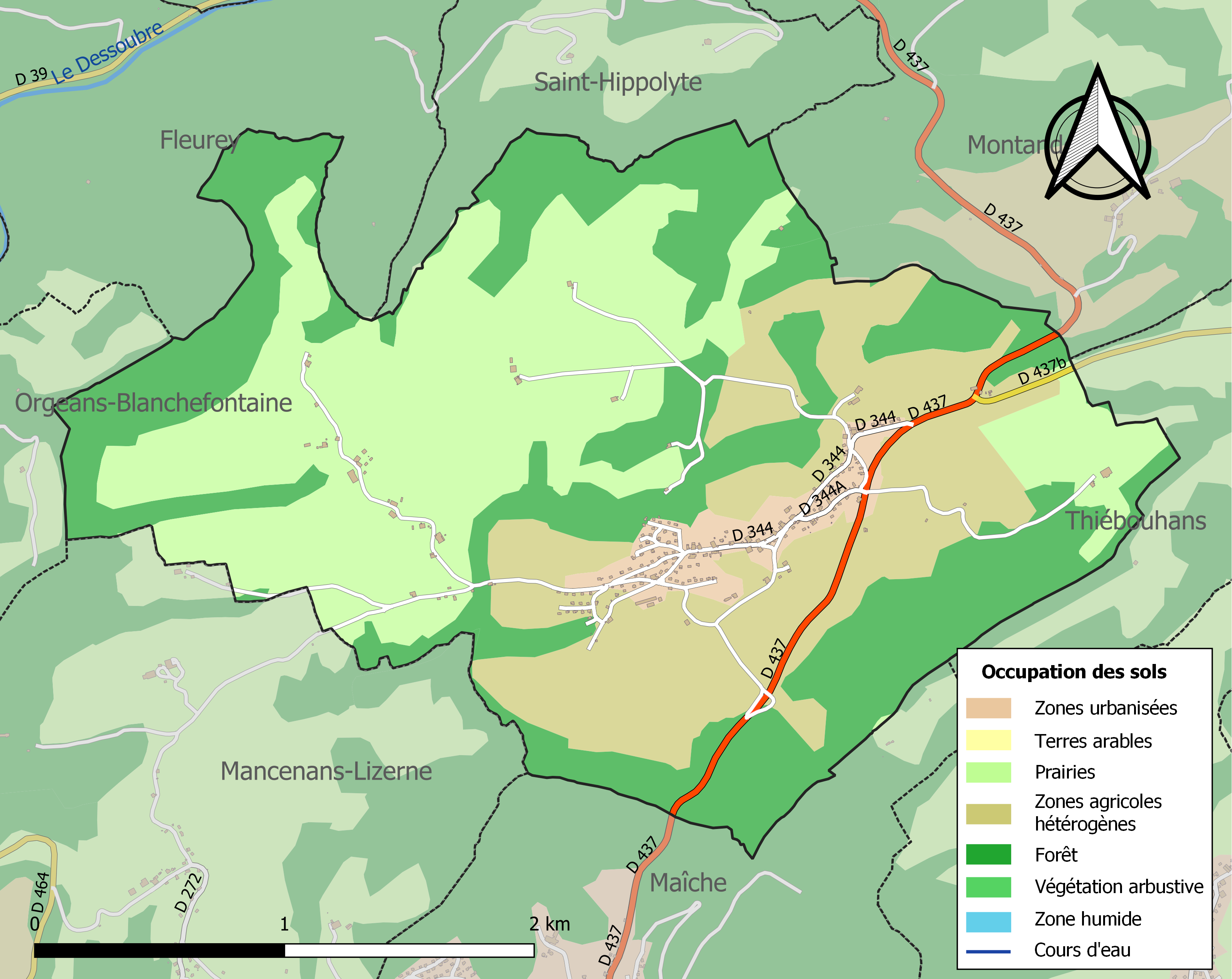
Carte des infrastructures et de l'occupation des sols de la commune en 2018 (CLC).

## Politique et administration
| Période                                  | Période  | Identité         | Étiquette | Qualité |
| ---------------------------------------- | -------- | ---------------- | --------- | ------- |
| mars 2001                                | 2014     | Yves Lab         |           |         |
| mars 2014                                | En cours | Alexandre Monnet |           |         |
| Les données manquantes sont à compléter. |          |                  |           |         |

## Démographie
L'évolution du nombre d'habitants est connue à travers les recensements de la population effectués dans la commune depuis 1793. Pour les communes de moins de 10 000 habitants, une enquête de recensement portant sur toute la population est réalisée tous les cinq ans, les populations de référence des années intermédiaires étant quant à elles estimées par interpolation ou extrapolation. Pour la commune, le premier recensement exhaustif entrant dans le cadre du nouveau dispositif a été réalisé en 2008.

En 2022, la commune comptait 487 habitants, en évolution de +0,83 % par rapport à 2016 (Doubs : +1,88 %, France hors Mayotte : +2,11 %).
| 1793 | 1800 | 1806 | 1821 | 1831 | 1836 | 1841 | 1846 | 1851 |
| ---- | ---- | ---- | ---- | ---- | ---- | ---- | ---- | ---- |
| 220  | 211  | 239  | 311  | 303  | 310  | 294  | 284  | 334  |

| 1856 | 1861 | 1866 | 1872 | 1876 | 1881 | 1886 | 1891 | 1896 |
| ---- | ---- | ---- | ---- | ---- | ---- | ---- | ---- | ---- |
| 340  | 373  | 376  | 370  | 379  | 345  | 339  | 308  | 345  |

| 1901 | 1906 | 1911 | 1921 | 1926 | 1931 | 1936 | 1946 | 1954 |
| ---- | ---- | ---- | ---- | ---- | ---- | ---- | ---- | ---- |
| 387  | 384  | 344  | 282  | 295  | 271  | 273  | 275  | 292  |

| 1962 | 1968 | 1975 | 1982 | 1990 | 1999 | 2006 | 2008 | 2013 |
| ---- | ---- | ---- | ---- | ---- | ---- | ---- | ---- | ---- |
| 241  | 255  | 264  | 294  | 369  | 404  | 415  | 418  | 477  |

| 2018 | 2022 | - | - | - | - | - | - | - |
| ---- | ---- | - | - | - | - | - | - | - |
| 471  | 487  | - | - | - | - | - | - | - |

## Lieux et monuments
- Église Saint-Michel dotée des premiers vitraux modernes de style abstrait dans une église ; ils sont dus à Alfred Manessier. Depuis juin 2023, l'église en totalité, y compris ses vitraux, est classée aux monuments historiques[20].
- Deux belvédères : « Le Rocher du Bourdet » qui surplombe la Vallée du Dessoubre et « Le Rocher du Chasseur » qui surplombe la côte de Saint-Hippolyte.
- Une fontaine en pierre de 1846, située au centre du village et portant l'inscription « Interdit de laver dans l'abreuvoir sous peine d'amende. », était alimentée par une source où l'eau était réservée au bétail.

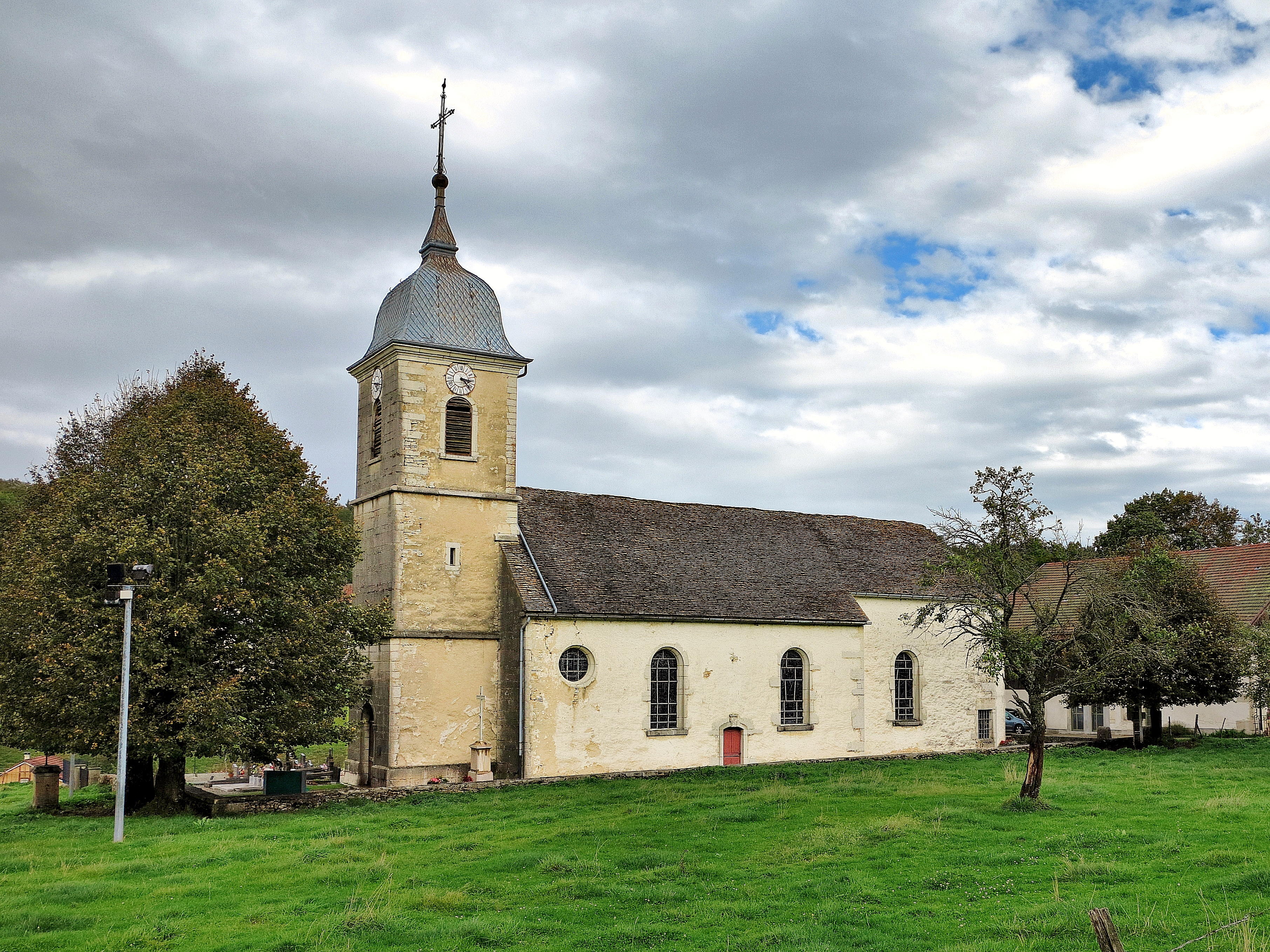
L'église Saint-Michel.
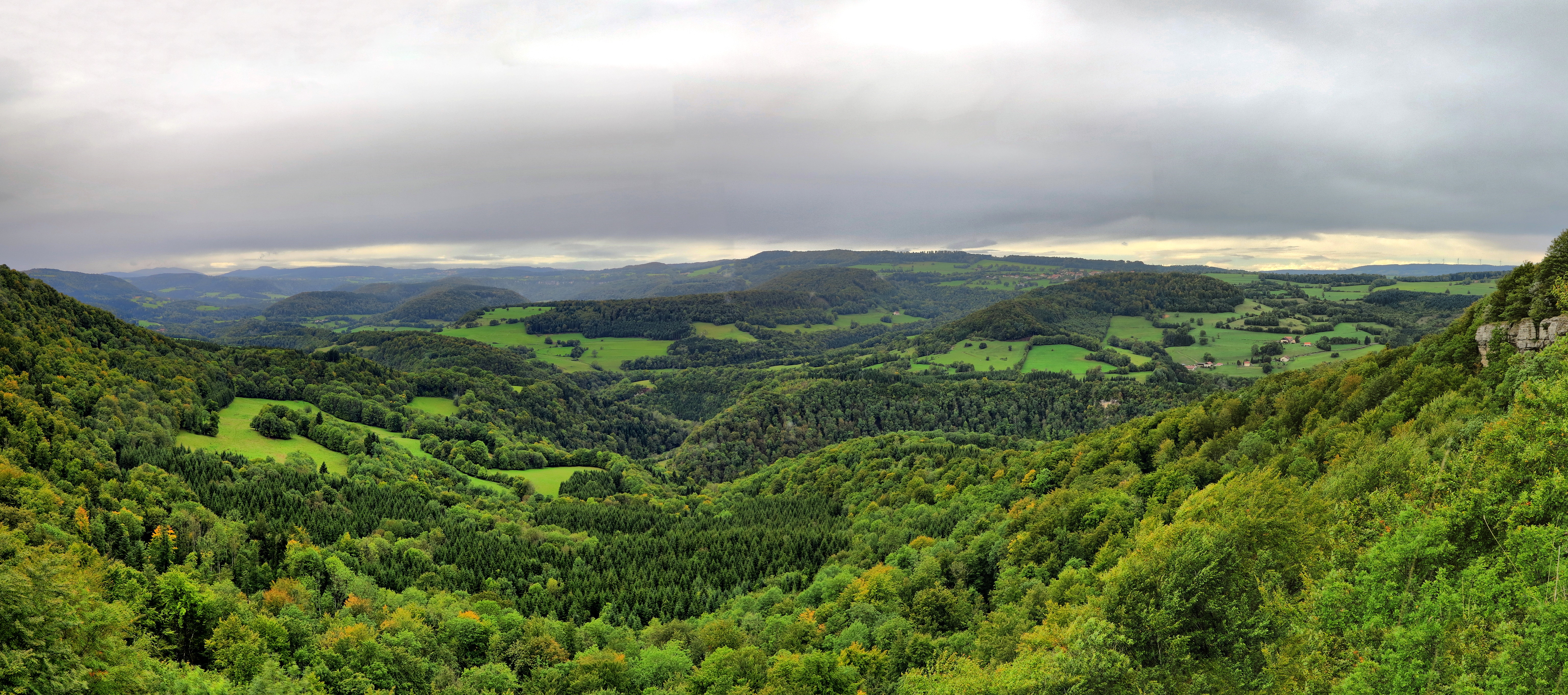
La vallée du Dessoubre depuis le rocher de Bourbet.

## Personnalités liées à la commune
- Jacques Joseph Burnequez[21] (1732-1802), prêtre, homme politique né et décédé à Les Breseux, curé de Mouthe, député à l'Assemblée constituante de 1789.

## Héraldique
| Blason de Bréseux (Les) | Blason  | Coupé voûté mi parti en pointe: au 1 d'azur semé de billettes d'or au lion couronné issant du même, armé et lampassé de gueules, au 2 de gueules à la balance d'argent, le fléau posé en barre, au 3 d'argent au sapin coupé de sinople, fûté de tenné. |
| Blason de Bréseux (Les) | Détails | Documents Mairie, 2025 Auteur(s)J.-F. Binon |